# Ndiyo
Ndiyo ([nndi:jɔ], суахили ndiyo — да) — некоммерческий проект, предназначенный для стимулирования развития простых, доступных, открытых и менее зависимых от интенсивной технической поддержки сетевых технологий. В рамках проекта разрабатывается система тонких клиентов nivo (англ. network in, video out), основанная на Ubuntu Linux и другом открытом ПО для использования в странах третьего мира. Информация передаваемая клиенту по сети — информация о пикселях, аналогичная системе, применяемой в VNC.